# ميخائيل كرينيتسين
ميخائيل كرينيتسين مواليد 20 سبتمبر 1988 في قراغندي، الجمهورية الكازاخية السوفيتية الاشتراكية، الاتحاد السوفيتي، هو ملاكم محترف كازاخستاني بدأ مسيرته الاحترافية سنة 2007.

## إحصائيات
خاض خلال مسيرته 21 نزالا، فاز في 11 وتعادل في 2 وخسر في 7. فاز بالضربة القاضية في 7 نزالات.

## روابط خارجية
- ميخائيل كرينيتسين على موقع بوكس ريك (الإنجليزية) (registration required)